# Салама, Ханну
Ханну Салама (фин. Hannu Salama; 4 октября 1936, Коувола, область Кюменлааксо , Финляндия) — финский писатель и сценарист.

## Биография
Детство провел в рабочем квартале пригорода Тампере. Следуя по стопам своего отца, работал электриком, строителем, сельскохозяйственным рабочим на ферме.
Впитав в себя в традиционную культуру рабочего класса, дебютировал в 1961 году, издав книгу «Se tavallinen Tarina» («Обычная история»).
В 1966 году был осуждён за богохульные высказывания в своей книге «Juhannustanssit» (Летние танцы, 1964). Вскоре был выпущен с испытательным сроком, а затем в 1968 г., помилован финским президентом Урхо Кекконеном.
В 1990 году были опубликованы книги писателя, на протяжении десятилетий подвергавшиеся цензуре.
Х. Салама — автор коротких рассказов, романов и сценариев.
Лауреат многих литературных премий в Скандинавии. В 1975 году был удостоен литературной премии Северного Совета за роман «Siinä näkijä missä tekijä» («Где хозяин там и свидетель»). В 1985 году — Премии Эйно Лейно.

## Избранные произведения

### Проза
- Se tavallinen tarina (1961)
- Minä, Olli ja Orvokki
- Juhannustanssit (1963)
- Siinä näkijä missä tekijä (1972)
- Näkymä kuivaushuoneen ikkunasta (1988)
- Elämän opetuslapsia IV (2004)

### Сценарии
- Midsommardansen (1971)
- Уральская бабочка / Uralin perhonen (пьеса и короткометражка, 2008)
- Siinä näkijä missä tekijä (ТВ, 2012)